# Кашина Гваста (Павија)
Кашина Гваста је насеље у Италији у округу Павија, региону Ломбардија.
Према процени из 2011. у насељу је живело 32 становника. Насеље се налази на надморској висини од 69 м.